# Casa del Deporte de Chillán
La Casa del deporte de Chillán es un recinto deportivo, ubicado en el sector de Las Cuatro Avenidas de la ciudad de Chillán, Chile. El lugar ha sido usado tanto para eventos deportivos, como también musicales, de emergencia administrativos y políticos. El más relevante fue el de la promulgación de la ley que crea a la Región de Ñuble, durante el Segundo gobierno de Michelle Bachelet, el 20 de agosto de 2017.

## Historia
El terreno del edificio, antiguamente fue ocupado por el Teatro Municipal de Chillán, cual resultó destruido a raíz del Terremoto de Chillán de 1939. Tras el traslado del teatro al conjunto de Edificios Municipales de Chillán, frente a la plaza de armas, el terreno fue ocupado para la actual estructura, convirtiéndose en parte de una serie de edificios públicos que son parte de la reconstrucción de la ciudad tras el sismo.
El edificio de la Casa del Deporte, fue construido en 1942. Dentro de sus instalaciones, posee un mural titulado "El deporte", hecho por Virginia Bruna en 1994. A partir de 1997, como parte del aniversario de la fundación de la ciudad de Chillán, el lugar es escenario principal de las festividades, donde destaca un concierto de cuecas que, según la cantidad de años que cumpla la ciudad, dependerán las cantidades de cuecas que se entonarán y bailarán. En 1999, el recinto es sometido a reparaciones.
Ante una serie de fallas de infraestructura producto del Terremoto de Chile de 2010, el recinto es sometido a nuevamente a reparaciones, siendo habilitado el 24 de junio de 2021.